# Dipterocarpus stellatus
Dipterocarpus stellatus — вид тропических деревьев рода Диптерокарпус семейства Диптерокарповые. Видовой эпитет «stellatus» переводится с латинского как «звёздообразный» и относится к его трихомам.

## Описание
Dipterocarpus stellatus — большое вечнозелёное дерево с высотой ствола до 65 м и диаметром до 1 м. Кора розовато-коричневая. Плоды спиралевидные, длиной до 5 см.

## Распространение
Произрастает только на острове Калимантан. Его среда обитания — смешанный диптерокарповый лес на высоте до 800 метров над уровнем моря.

## Угрозы и статус
Внесен в Красную книгу МСОП. Вид находится под угрозой из-за переустройства земель под сельскохозяйственные плантации и лесозаготовок. Охранный статус VU — находятся в уязвимом положении.